# 9927 Tyutchev
9927 Tyutchev este un asteroid din centura principală de asteroizi.

## Descriere
9927 Tyutchev este un asteroid din centura principală de asteroizi. A fost descoperit pe 3 octombrie 1981 la Observatorul de Astrofizică din Crimeea de Liudmila Karacikina. El prezintă o orbită caracterizată de o semiaxă mare de 2,22 ua, o excentricitate de 0,24 și o înclinație de 6,0° în raport cu ecliptica.